# Michèle Ménard
Michèle Ménard, née Mills, le 19 septembre 1929 à Saint-Sever (Landes) en France et morte le 29 janvier 2016 au Mans  , est une historienne française, professeur émérite, spécialiste des mentalités religieuses dans la province du Maine à travers l'étude des retables paroissiaux.

## Biographie
Fille d'un ingénieur céramiste, Michèle Mills fait ses études au lycée Victor Duruy, puis à l'École normale supérieure de Fontenay-aux-Roses. Se spécialisant dans la période moderne, elle enseigne tout d'abord au lycée de Cherbourg, puis, de 1963 à 1972, au lycée Montesquieu, au Mans, où elle se fait rapidement apprécier par un enseignement vivant, organisant pour ses élèves, visites de sites, d'expositions et montant des représentations théâtrales. Assistante d'histoire contemporaine à l'université du Mans à partir de 1972, elle soutient, sous la direction de Pierre Chaunu, avec succès, à la Sorbonne, en janvier 1978, une thèse de doctorat intitulée Une histoire des mentalités religieuses aux XVIIe et XVIIIe siècles : mille retables de l'ancien diocèse du Mans. Utilisant les méthodes de l'histoire sérielle ou quantitative, Michèle Ménard, à travers l'étude de plus de 1000 retables visités dans plus de 400 églises ou chapelles de l'ancien diocèse du Mans (actuels départements de la Sarthe et de la Mayenne), démontre l'appartenance du Maine à la France religieuse issue du concile de Trente : le message religieux est notamment transmis aux fidèles, à travers les retables, par les images simples et ordonnées.
Promue professeur d'histoire moderne à l'université du Mans, Michèle Ménard y enseignera jusqu'en 1997, date à laquelle elle sera nommée professeur émérite.
Michèle Ménard est membre de l'Académie du Maine, et présidente de l'association culturelle Arts et civilisation du Maine. Elle était l'épouse de Maurice Ménard (1924-2010), professeur de littérature française aux universités de Lille III, puis du Mans, spécialiste d'Honoré de Balzac.
Michèle Ménard a assuré la direction de trois thèses de doctorat à l’Université du Maine : La fabrique de vitraux du Carmel du Mans (1853-1903) ; chronique d'une grande aventure (Stéphane Arrondeau, 1997) ; Une famille mancelle du grand siècle : les Bodreau et leur livre (1567-1675) (Martine Barilly-Leguy, 2001) ; La colonne Trajane et les architectes français de 1774 à 1870 (Azeddine Mraizika, 1993) ; ainsi que de plusieurs mémoires de maîtrise ou de diplôme d’études approfondies (DEA), dont Histoire du monastère de la Visitation Sainte Marie du Mans de 1634 à 1792 (Géraldine Lenain, doctorante en histoire moderne, 1995).

## Principales publications
- Une histoire des mentalités religieuses aux XVIIe et XVIIIe siècles : mille retables de l'ancien diocèse du Mans, Paris, Beauchesne, 1980, 467 p., 27 cm (ISBN 978-2-70101-014-4, OCLC 408930829).

Prix Roland de Jouvenel de l’Académie française en 1982.
- Françoise Dornic (dir.), Histoire du Mans et du pays manceau, Toulouse, Privat, 1988, 396 p. (OCLC 918065745).